# Zalmoxis similis
Zalmoxis similis is een hooiwagen uit de familie Zalmoxioidae.